# Aloe austroarabica
Aloe austroarabica é uma espécie de liliopsida do gênero Aloe, pertencente à família Asphodelaceae.